# Cornelis Daniël van Oosten
Cornelis Daniël van Oosten (Aalten, 27 juli 1917 – Sleeuwijk, 23 juli 2002) was een Nederlands politicus van de ARP.
Hij werd geboren als zoon van Adriaan Jacobus van Oosten (1886-1973) en Harmina Rosa van Noppen (1886-1967). In 1921 verhuisde het gezin van Gelderland naar Goes omdat vader daar benoemd was tot hoofd van een Christelijke mulo. C.D. van Oosten heeft gewerkt op de gemeentesecretarieën van 's-Gravenzande, Andijk en Rotterdam voor hij in 1941 de overstap maakte naar het ministerie van Binnenlandse Zaken. Van Oosten was daar hoofdcommies en daarnaast wethouder van de gemeente Voorschoten voor hij in juli 1956 benoemd werd tot burgemeester van de Noord-Brabantse gemeente Klundert. In juli 1975 volgde zijn benoeming tot burgemeester van Werkendam wat hij tot zijn pensionering in augustus 1982 zou blijven. Midden 2002 overleed hij op 84-jarige leeftijd. 